# Adelaide Lufthavn
Adelaide Lufthavn er lufthavnen i Adelaide, som er hovedstad i delstaten South Australia i Australien. Lufthavnen ligger ved West Beach, 6 km fra byens centrum, og er Australiens femtestørste, idet den betjente over 6,7 millioner passagerer i 2007/08. Siden 1998 er den drevet privat af Adelaide Airport Limited under en mangeårig kontrakt med regeringen.
Lufthavnen oprettedes i 1954, og en ny dobbelt terminal til både inden- og udenrigsflyvninger, som åbnede i 2005, har modtaget flere udmærkelser og blev blandt andet udnævnt til verdens næstbedste internationale lufthavn (dvs. lufthavne med 5-15 millioner passagerer) i 2006. Den vil blive hovedbase nummer to for Tiger Airways fra begyndelsen af 2009.

## Historie
Den første lufthavn i Adelaide oprettedes i 1921 på et areal på 24 ha i Hendon. Det lille anlæg benyttedes til en postrute mellem Adelaide og Sydney. For at imødekomme det stigende behov for luftfart oprettedes Parafield Lufthavn 1927, men allerede i 1947 var den blevet for lille, og Adelaide Lufthavn blev opført på sin nuværende plads og de første flyvninger begyndte i 1954.
Et tilbygning til en af lufthavnens store hangarer tjente som passagerterminal, indtil Australiens regering finansierede opførelse af en midlertidig bygning. Udenrigsflyvning med faste ruter begyndte i 1982 efter at en international terminal var opført, og en ny inden- og udenrigsterminal erstattede de tidligere terminaler i 2005.
I oktober 2006 fik den nye terminal udmærkelsen som årets bedste hovedstadslufthavn ved en uddeling foretaget af Australian Aviation Industry Awards i Cairns i Queensland, og i marts 2007 blev den som nævnt udråbt som verdens næstbedste store lufthavn i 2006 ved præmieuddelingen fra Airports Council International (ACI) i Dubai.
Der blev i juli 2007 fremlagt planer for udvidelse af terminalen med flere passagersluser, ligesom den gamle internationale terminal skulle nedrives.

## Terminalbygning
Før bygningen af den nye terminal i 2005 kritiseredes den gamle lufthavn for sin begrænsede kapacitet og mangel på passagersluser. Forslaget til den nye terminal, der skulle være fælles for nationale og internationale flyvninger, var allerede udarbejdet i 1997, men økonomiske tilbageslag udsatte dens påbegyndelse til 2002.
Den åbnedes 7. oktober 2005 af premierminister John Howard og South Australias premierminister Mike Rann. På grund af problemer med pumperne til flybenzin blev den dog først taget i fuld brug ved alle flyvninger fra 17. februar  2006.
Den ny lufthavnsterminal er omkring 850 m lang og kan håndtere 27 fly samtidig og op til 3.000  passagerer i timen. Der findes både offentlige og private venterum samt 14 passagersluser, 42 indcheckningsskranker og 34 forretninger. Som den første australske lufthavn tilbyder den trådløs internetadgang overalt.
Det gigantiske Airbus A380-fly fra Qantas landede i lufthavnen 27. september 2008 under offentlig bevågenhed. Det gjorde ophold i 25 minutter, før det fortsatte til Melbourne. 
Udvidelsesplanerne for lufthavnen omfatter tilføjelse af to ekstra passagersluser, et fleretagers parkeringshus og et hotel med plads til 200 overnattende gæster.

## Flyvninger

### Indenrigsflyvning
| Rang | Lufthavn                        | Passagerer (i 1.000) | %-ændring |
| ---- | ------------------------------- | -------------------- | --------- |
| 1    | Melbourne Lufthavn              | 2.071,4              | 10,6      |
| 2    | Sydney Lufthavn                 | 1.595,2              | 5,0       |
| 3    | Brisbane Lufthavn               | 661,4                | 1,1       |
| 4    | Perth Lufthavn                  | 580,1                | 3,9       |
| 5    | Gold Coast Lufthavn             | 205,3                | 18,2      |
| 6    | Canberra International Lufthavn | 196,1                | 4,2       |

| Rang | Lufthavn                         | Passagerer (i 1.000) | %-ændring |
| ---- | -------------------------------- | -------------------- | --------- |
| 1    | Melbourne Lufthavn               | 193,4                | 15,7      |
| 2    | Sydney Lufthavn                  | 145,0                | 1,8       |
| 3    | Brisbane Lufthavn                | 60,4                 | 3,1       |
| 4    | Perth Lufthavn                   | 51,1                 | 3,9       |
| 5    | Gold Coast Lufthavn              | 19,2                 | 6,7       |
| 6    | Canberra Internationale Lufthavn | 15,7                 | 20,9      |

### Udenrigsflyvning
| Rang | Lufthavn                             | Antal passagerer | %-ændring |
| ---- | ------------------------------------ | ---------------- | --------- |
| 1    | Singapore Changi Lufthavn            | 252.518          | 5,5       |
| 2    | Kuala Lumpur Internationale Lufthavn | 94.783           | 5,4       |
| 3    | Auckland Lufthavn                    | 64.332           | 2,9       |
| 4    | Hong Kong Internationale Lufthavn    | 59.665           | 40,9      |

| Rang | Lufthavn                             | Antal passagerer | %-ændring |
| ---- | ------------------------------------ | ---------------- | --------- |
| 1    | Singapore Changi Lufthavn            | 21.952           | 1,9       |
| 2    | Kuala Lumpur Internationale Lufthavn | 7.629            | 10,4      |
| 3    | Auckland Lufthavn                    | 5.199            | 25,0      |
| 4    | Hong Kong Internationale Lufthavn    | 5.153            | 44,7      |

### Luftfragt
| Rang | Lufthavn                             | last i tons | %-ændring |
| ---- | ------------------------------------ | ----------- | --------- |
| 1    | Singapore Changi Lufthavn            | 13.113,5    | 6,5       |
| 2    | Kuala Lumpur Internationale Lufthavn | 3.222,6     | 19,5      |
| 3    | Hong Kong Internationale Lufthavn    | 2.295,3     | 49,3      |
| 4    | Auckland Lufthavn                    | 512,5       | 45,1      |

| Rang | Lufthavn                             | last i tons | %-ændring |
| ---- | ------------------------------------ | ----------- | --------- |
| 1    | Singapore Changi Lufthavn            | 1.035,4     | 11,2      |
| 2    | Kuala Lumpur Internationale Lufthavn | 236,8       | 3,0       |
| 3    | Hong Kong Internationale Lufthavn    | 231,7       | 85,6      |
| 4    | Auckland Lufthavn                    | 43,0        | 22,1      |

## Flyselskaber og destinationer
| Destinationer efter region |
| --- |
| - Indland (Australien) - Alice Springs, Ballera, Brisbane, Broken Hill, Canberra, Cairns, Ceduna, Coober Pedy, Darwin, Gold Coast, Kalgoorlie [fra 1. marts], Kingscote, Hobart, Melbourne-Tullamarine, Mildura, Moomba, Mount Gambier, Olympic Dam, Perth, Port Lincoln, Port Augusta, Sydney, Whyalla - Asien - Østasien - Hong Kong - Sydøstasien - Denpasar, Kuala Lumpur, Singapore - Oceanien - Auckland |

| Flyselskab                                                                     | Destination |
| ------------------------------------------------------------------------------ | --- |
| Air New Zealand                                                                | Auckland |
| Air South Regional                                                             | Kingscote (Kangaroo Island) |
| Cathay Pacific                                                                 | Hong Kong |
| Malaysia Airlines \| Kuala Lumpur                                              | |
| National Jet                                                                   | Ballera, Moomba |
| Qantas - QantasLink - QantasLink drevet af Alliance Airlines - Jetstar Airways | Alice Springs, Brisbane, Canberra, Darwin, Melbourne, Perth, Singapore, Sydney - Kalgoorlie [begynder 1 marts], - Olympic Dam - Brisbane, Cairns, Darwin, Gold Coast, Melbourne-Tullamarine, Perth [begynder 2. februar 2009], Sydney |
| Regional Express Airlines                                                      | Broken Hill, Ceduna, Coober Pedy, Kingscote (Kangaroo Island), Mount Gambier, Port Lincoln, Whyalla |
| Sharp Airlines                                                                 | Mildura, Port Augusta |
| Singapore Airlines                                                             | Singapore |
| Tiger Airways Australia                                                        | Alice Springs [begynder 1. marts], Canberra [begynder 27. marts], Gold Coast [begynder 1. marts], Hobart [begynder 1. marts], Melbourne, Perth [begynder 1. marts]                                                                    |
| Virgin Blue - Pacific Blue Airlines                                            | Brisbane, Canberra, Gold Coast, Hobart, Melbourne, Perth, Sydney - Denpasar/Bali |